# スカーノ・ディ・モンティフェッロ
スカーノ・ディ・モンティフェッロ（イタリア語: Scano di Montiferro）は、イタリア共和国サルデーニャ自治州オリスターノ県にある、人口約1,500人の基礎自治体（コムーネ）。

## 地理

### 位置・広がり

#### 隣接コムーネ
隣接するコムーネは以下の通り。括弧内のNUはヌーオロ県所属を示す。
- ボーロレ (NU)
- クーリエリ
- フルッシーオ
- マコメール (NU)
- サーガマ
- サントゥ・ルッスルジュ
- センナリーオロ
- シンディーア (NU)